# Leones Anáhuac Norte
Los Leones Anáhuac Norte son el equipo representativo de fútbol americano de la Universidad Anáhuac México Campus Norte. Actualmente participan en el Grupo Verde de la ONEFA y juegan sus partidos como local en el estadio La Cueva del León en el campus de la universidad en Huixquilucan, Estado de México.

## Historia

### CONADEIP
El equipo fue creado en el año 2010, con la meta de competir en Liga Mayor para la temporada 2011. Los Leones hicieron su debut en la  temporada 2011 de la Conferencia Premier de CONADEIP, donde terminaron con un récord de 6–4, comandados por el entrenador Guillermo Gutiérrez.
Los Leones permanecieron en CONADEIP por seis temporadas, consiguiendo resultados mayormente positivos, pero sin llegar a conseguir el campeonato ni disputar ninguna final.
Al término de la temporada 2016, el equipo anunció su salida de la Conferencia Premier CONADEIP para unirse a la ONEFA.

### ONEFA
Para la temporada 2017, el equipo participó en el Grupo Verde de la ONEFA, terminando con un récord de 5–3, lo que les permitió acceder a la postemporada. Los Leones perdieron en semifinales ante los Auténticos Tigres por un marcador de 44–14.

## Temporadas
| Campeonato Nacional | Campeonato de Conferencia | Campeonato de Grupo |

| Temporada | Head coach          | Conferencia       | Pos. Conf. | Pos. Gpo. | Ganados | Perdidos |
| --------- | ------------------- | ----------------- | ---------- | --------- | ------- | -------- |
| 2011      | Guillermo Gutiérrez | Premier           | —          | 3.º       | 6       | 4        |
| 2012      | Guillermo Gutiérrez | Premier           | —          | 2.º       |         |          |
| 2013      | Guillermo Gutiérrez | Premier           | —          | 2.º       | 5       | 4        |
| 2014      | Guillermo Gutiérrez | Premier           | —          | 3.º       | 4       | 5        |
| 2015      | Guillermo Gutiérrez | Premier           | —          | 8.º       | 3       | 7        |
| 2016      | Guillermo Gutiérrez | Premier           | —          | 1.º       | 7       | 2        |
| 2017      | Guillermo Gutiérrez | ONEFA Grupo Verde | —          | 3.º       | 4       | 3        |
| 2018      | Guillermo Gutiérrez | ONEFA Grupo Verde | —          | 7.º       | 2       | 6        |